# Meamea Thomas
Meamea Thomas (11 september 1987, Tarawa – 23 juni 2013) was een Kiribatisch gewichtheffer. 
Thomas was bij de openingsceremonie van de Olympische Zomerspelen 2004 de vlaggendrager voor Kiribati, een land in Oceanië dat voor de eerste maal aantrad dat jaar. 
Hij werd achtste in groep B bij de mannen in de gewichtsklasse tot 85 kg en 13e in totaal. Dat deed hij door 130 kg te trekken en 162,5 kg te stoten (totaal 292,5 kg). 
In 2003 won hij de Pacific Games in de klasse tot 85 kg. 
In 2011 won hij bij de Pacific Games zilver.
Thomas kwam om bij een verkeersongeval, waarbij hij het leven van een fietser wilde redden.